# Ptychomitrium yulongshanum
Ptychomitrium yulongshanum är en bladmossart som beskrevs av Cao Tong och Guo Shui-liang 2001. Ptychomitrium yulongshanum ingår i släktet atlantmossor, och familjen Ptychomitriaceae. Inga underarter finns listade i Catalogue of Life.